# Хуберт Идасијак
Хуберт Давид Идасијак (пољ. Hubert Dawid Idasiak; Славно, Пољска, 3. фебруар 2002.) је пољски фудбалер који игра за италијански клуб ФК Наполи.. Игра позицију голмана и до сада никад није био у првој постави.

## Биографија
Рођен је у Славну, Пољска, 3. фебруара 2002. године. Висок је 1,88 метара, и јача нога му је десна. У Наполи је дошао 1. јула 2022. године, а уговор траје до 30. јуна 2024. године. Тренутно вреди €150000. 